# Tonaya
Tonaya är en kommunhuvudort i Mexiko.   Den ligger i kommunen Tonaya och delstaten Jalisco, i den södra delen av landet, 500 km väster om huvudstaden Mexico City. Tonaya ligger 824 meter över havet och antalet invånare är 3 475.
Terrängen runt Tonaya är kuperad. Runt Tonaya är det glesbefolkat, med 18 invånare per kvadratkilometer. Närmaste större samhälle är San Gabriel, 3,7 km sydväst om Tonaya. I omgivningarna runt Tonaya växer huvudsakligen savannskog.